# Édouard Sayous

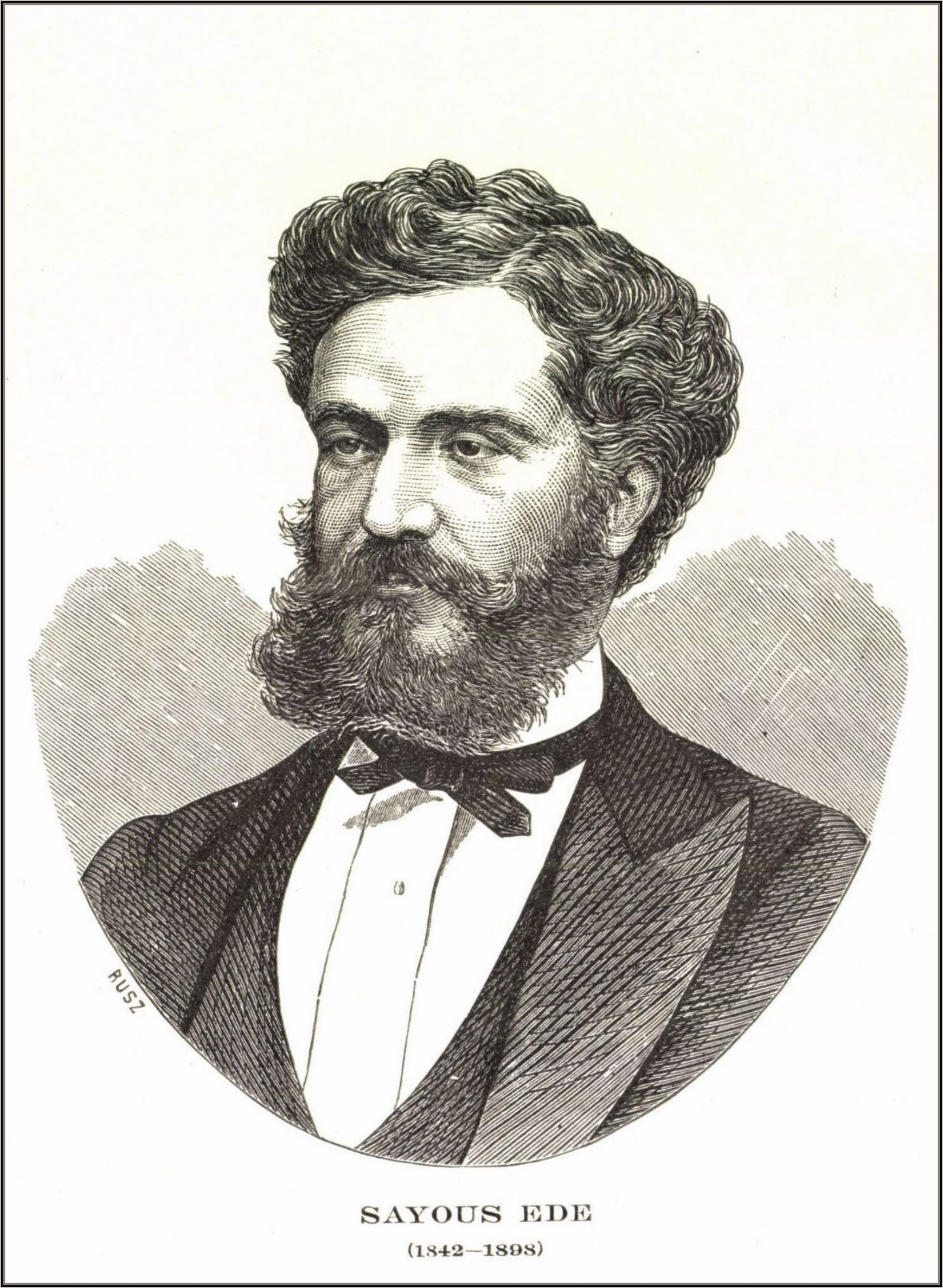
Édouard Sayous

Édouard Sayous (* 10. Januar 1842 in Genf; † 19. Januar 1898 in Nizza, Frankreich; heimatberechtigt in Genf) war ein Schweizer Historiker und Essayist.

## Biografie
Edouard Sayous wurde als Sohn des Pierre-André Sayous und der Sophie Henriette Besson geboren. 1870 heiratete er in Paris die Französin Fanny Berthe Dollfus.
Nach seinem Schulabschluss 1860 an der École normale supérieure in Paris erwarb Sayous 1866 das Doktorat in Geisteswissenschaften und 1882 in Theologie. 1863 wurde er Lehrer am Lycée Versailles und zwei Jahre später am Lycée Charlemagne in Paris. 1879 unterrichtete Sayous an der evangelisch-theologischen Fakultät von Montauban, dann in Toulouse und ab 1886 in Besançon, wo er Geschichte der Antike und des Mittelalters lehrte.
Sayous lernte Ungarisch und unternahm 1868 seine erste Reise nach Budapest. 1876 veröffentlichte er Histoire générale des Hongrois, ein Standardwerk über die Geschichte Ungarns. Ausserdem interessierte er sich für die Einführung der Reformation in Ungarn und für die englischen Revolutionen. Als guter Kenner der Donaumonarchie wurde er 1870 von Frankreich in diplomatischer Mission nach Budapest entsandt. Im selben Jahr kam er zurück nach Genf und lebte bei der Familie Dufour, mit der er verwandt war. 1877 veröffentlichte er eine Biografie von General Guillaume Henri Dufour.

## Werke
- Histoire générale des Hongrois, 1876.